# Лихин, Пётр Константинович
Пётр Константинович Лихин (18 (30) июля 1879 года, Суджа, Курская губерния, Российская империя — 27 февраля 1967 года, Суджа, Курская область, РСФСР, СССР) — русский и советский художник-живописец

## Биография
Пётр Константинович Лихин родился в городе Суджа Курской губернии. Учился в Одесской рисовальной школе у художников К. К. Костанди и Г. А. Лодыженского. Выпускник Высшего художественного училища при Императорской Академии художеств (1910) где преподавателями у него были П. П. Чистяков и И. Е. Репин. В 1910 году П. К. Лихин за картину «Мать» получил звание художника  с правом преподавания рисования в учебных заведениях страны. Лихин с 1934 по 1951 годы жил и работал в Курске. В 1935 году был первым руководителем Курской областной картинной галереи. Последний период жизни с 1951 по 1967 годы художник прожил в городе Судже. Похоронен на городском кладбище.
Среди его работ выделяются: «Обоз» (1904), портрет П. А. Заломова (1938), «Воспоминание о Курской дуге», «Побег князя Игоря из половецкого плена», «Не поделили» и многие другие. Основная часть работ хранится в Курской областной картинной галерее им. А. А. Дейнеки, в музеях Мичуринска, Воронежа, Сум, Николаева и др. Многие работы выполненных в традициях соцреализма, портретах, батальных картинах[прояснить].
В Судже есть мемориальный музей художника. Там находится часть его картин. C 1915 по 1922 гг. П. К. Лихиным вместе с Ф. П. Нестеровым и В. С. Клименко были выполнены росписи Спасо-Преображенского храма в с. Замостье Суджанского уезда.
Одна из улиц города Курска названа в его честь.